# 小林のり一
小林 のり一（こばやし のりかず、本名：田沼 則一〈たぬま のりかず〉、1951年5月9日 - 2022年7月6日）は、日本のコメディアン・漫画家。以前は、三木のり一と名乗っていたが、結婚後改名。舞台、TV、映画、漫画、お笑いとこなすマルチ活動している。
父親の三木のり平は、昭和を代表する喜劇役者。東京都中央区日本橋浜町出身。母方の祖父は新宿末廣亭の高座上の額「和気満堂」を書いた中山呑海。息子はものつくり株式会社の田沼遊歩。

## 人物
- 非常に特殊な世界観、雰囲気をもつ彼のお笑いセンスは、永六輔や立川談志も評価している。晩年は木村万里プロデュースのお笑いライブに出演していた。
- 赤塚不二夫とも親交があり対談をしている。
- 小学校6年生で玉川学園小学部に転校、高等部まで在籍。中学部から高等部の同級生に石川セリ、川口厚、中学部の先輩に江戸家猫八（4代目）、高等部の先輩に風間杜夫、同級生に志垣太郎[2]。
- 中学生の頃から人形町末廣に入りびたり、15歳で寄席の高座に上がる。自称・古今亭志ん生の最後の弟子[2]。
- 三木のり平がナレーションを務めていた『桃屋』のテレビCMを、のり平の死後2代目としてナレーションを務めている。
- 2022年7月6日心不全のため死去、71歳没。急逝だった。亡くなる数日前に日刊ほぼイトイ新聞の特集「色物さん。」のインタビューで語ったのが最後の仕事となった[3]。訃報は、小林と親交のある記者がいる毎日新聞がいち早く報じた[4]。
- 2022年10月19日、東京・上野広小路亭で開催された桂文字助追善落語会「もう一度、文字助の話をしよう」では、2月に開催された第一回の文字助追善落語会に出演後に死去したのり一を偲ぶトークも行われた。

## 三木のり平との親子関係
父・三木のり平と仕事で何度も共演したが、私生活では三木は小林たちの育児に一切関わらなかったことから父子としての触れ合いはあまりなかった。本人によると「父と一緒に外出することや家族団欒で食事をした記憶も数えるほどしかなく、『おはよう』の挨拶のやり取りすらほとんどなかった。父がいつ何をきっかけに怒り出すかわからず、私や妹は腫れ物に触るようにピリピリしていた」とのこと。
独立して家を出た後、1999年に三木の危篤の知らせを受けて病院に駆けつけると、病床の三木に喜劇役者として最も多忙だった昭和30年代の様子が書かれた本を朗読した。三木はこの声に耳を傾けながら懐かしそうにかすかに「うん…うん」とうなずき、これが小林の人生において父との距離が最も近づいた瞬間だったとのこと。
2020年、演芸評論家の戸田学の協力により、のり一の口述の形をとり、父・三木のり平の生涯と多彩な活動をまとめた「何はなくとも三木のり平」が発行された。序文は矢野誠一、帯文は高田文夫。

## 映画
- 姉妹坂（1985年、東宝映画） - 警官 役
- 彼のオートバイ、彼女の島（1986年、東宝 / 角川映画）
- 四月の魚（1986年、ジョイパックフィルム / ピー・エス・シー） - 助監督
- 日本殉情伝 おかしな二人 ものくるほしきひとびとの群れ（1988年、フィルムリンク・インターナショナル） - 与太 役
- 怖がる人々（1994年、サントリー / 松竹） - 弟 役
- SF サムライ・フィクション（1998年、SF製作委員会） - 按摩の市 役
- 淀川長治物語 神戸篇 サイナラ（2000年、武市プロ / PSC）
- Stereo Future SF episode 2002（2001年、SF製作委員会） - 衣装さん 役
- 理由（2004年、アスミック・エース エンタテインメント） - 出版社の編集長 役[注釈 1]
- ゲゲゲまつりだ!!五大鬼太郎（2008年、東映） - のり平鬼太郎 役（声の出演）

## テレビ
- 男は度胸（1970年、NHK）- 床屋の丁稚 役
- 桃から生まれた桃太郎（1972年、NHK）- ケンネル・ボーイ　役
- 達磨大助事件帳 第6話「血染めの恋友禅」（1977年、テレビ朝日 / 前進座 / 国際放映） - 手代 役
- 結婚前夜 消えた殺人事件（1985年、フジテレビ）
- 鶴ちゃんのプッツン5（1986年 - 1994年、日本テレビ）
- TV海賊チャンネル（1984年 - 1986年、日本テレビ）
- エプロンおばさん（1983年、フジテレビ）
- シャボン玉の消えた日（1989年、日本テレビ）
- 高城剛X（1994年、テレビ東京）
- 理由（2004年、WOWOW） - 出版社の編集長 役[注釈 1]

## CM
- 桃屋「ごはんですよ!」 他
- 日清食品「シーフードヌードル」
- 富士フイルム「写ルンです」
- キャドバリー・ジャパン「クロレッツガム」

## 著書
- 『何はなくとも三木のり平　父の背中越しに見た戦後東京喜劇』（戸田学編、青土社、2020年）ISBN 978-4791773084

## 舞台
- オバラ座の怪人20面相（2004年） - 小林元少年 役 他

## 漫画
- ミチルくん（1981年、ビックリハウス）